# Dalmacija
Le Dalmacija est un navire de croisière croate construit en 1964 par les chantiers Brodogadiliste Uljanik de Pula pour la compagnie Jadrolinija Cruises. Il fut détruit en 2009 à Alang.
Il a pour navire jumeau l'Istra.

## Histoire
Le Dalmacija est un navire de croisière croate construit en 1964 par les chantiers Brodogadiliste Uljanik de Pula pour la compagnie Jadrolinija Cruises. Il a été lancé en mars 1964. Le 27 août 1964, pendant la construction du navire, une explosion a lieu à bord et tue trois personnes. Il est mis en service en 1965. Il navigue entre Venise, Trieste, Rijeka, Split, Dubrovnik, Le Pirée, Alexandrie, Port-Saïd, Beyrouth, Limassol, Héraklion, Le Pirée, Dubrovnik et Venise. Ce trajet dure 14 jours. Son itinéraire est modifié à cause de la guerre des Six Jours. En 1993, il est transformé en navire de croisière. En 1997, il est transféré à la compagnie Intercruise.
En 2009, il est vendu à un chantier de démolition d'Alang. Il arrive à la casse le 10 décembre 2009 et est détruit.